# 琴音さら
琴音 さら（ことね さら、1993年11月30日 - ）は、日本のAV女優。
趣味:散歩・買い物。特技:着付け。

## 略歴・人物
2013年にデビューしたロリ系AV女優。
2014年、タナー法を用いた年齢推定では13歳以下であると判定された。

## 出演作品

### アダルトDVD
2013年
- 奇跡のTTP（つるつるぺったん） AVデビュー さら 141cm（6月1日、ミニマム）
- 働くオンナ猟り vol.01 【リクルートスーツの就活女子大生をハメ廻せ!!】 水道橋 就活学生編（7月2日、プレステージ）他出演:栗山さやか、小嶋世奈、篠宮ゆり ほか
- 産まれたままの幼体少女 1 初めての中出しハメ撮りSEX さちこ1●才（7月12日、First Star）※「さちこ」名義
- 入退院をくりかえす妹との近親相姦 〜今日、海を見た。もう怖くない。〜（8月8日、アイエナジー）
- 貧乳パイパン少女をさらって拘束して犯しまくる号泣絶叫の嵐 大輪姦凌辱SEX（9月19日、幼獄LiTE ）
- まな板で無毛な小さな人形と止まらない潮吹きセックス（9月20日、ロリ専科）
- ○○生ポルノ パイパンロリータ 中出し性感オイルマッサージ（9月27日、TMA）他出演:大桃りさ、小西まりえ、雪野りこ
- 貧乳パイパン生中出し少女 首絞め首吊り失神悶絶SEX（10月11日、First Star）
- 女子●●温泉旅行 パイパン湯女少女 義父の変態遊戯に引き込まれるつるぺた娘 生中出し（10月18日、ロリ専科）
- 泥酔して帰って来た姉を犯す弟の投稿映像 家庭内盗撮映像（11月1日、S-CRIME）他出演:長谷川夏樹、小西まりえ
- デカマラ黒人とつるぺた少女（11月1日、ワンズファクトリー）
- 少女マニア倶楽部 近所の●学生にいたずら（11月15日、秘宝）
- 姉の寝込みを襲いわいせつな行為をする童貞弟の投稿映像（12月6日、S-CRIME）他出演:桜ちずる、緒方みずき
- 酔った同僚を痴漢して漏らすほど感じさせろ!（12月19日、ナチュラルハイ）他出演:岩佐あゆみ、永作ゆう美、佐々木恋海、佐々木絵美
- お盛んな妹とヤリにくる男達の勃起チ○ポに我慢できない清楚で華奢な姉の湿った肉穴（12月19日、F&A）共演:こよみ
- 犯され人形（12月25日、ダスッ!）
- ガンギマリ洗脳 〜業界一ロリ体型な少女の、凄まじい性欲と中出しSEX〜（12月25日、ジェントルマン）

2014年
- 「牛乳の話」はもういいです。（1月24日、バルタン）
- 鍵っ子の小○生を狙った押し込みレイプ（1月24日、青空ソフト）他出演:野々香はな、青井いちご
- GP3 ガリペタ3姉妹（2月1日、ミニマム）共演:久保田愛梨、土屋あさみ
- いいなり幸薄少女の悲しい貧乳 4（2月17日、ケートライブ）
- 生中出し専門 パイパン JKソープへようこそ!（2月19日、エンペラー）他出演:一ノ瀬亜弥、三日月春歌
- 貧乳幼体縛ってロリィーちゃん 輪姦ぶっかけ（2月28日、First Star）
- 貧乳いもうと中出し 2（3月16日、ケートライブ）
- 別々になってから数年… 久しぶりに一緒の風呂に入った妹の身体は既にオトナで抑えきれなくなった僕は思わず妹のパイパンオマンコに手を伸ばしてしまう（3月19日、エンペラー）他出演:篠宮ゆり、一ノ瀬亜弥、木村つな、小林麻里
- キミだけに語りかけ! ロリっ娘20人! オマ●コぴちゃぴちゃ指入れ自画撮りオナニー4時間DX vol.09（5月16日、ロリオナ）他出演:中谷美結、小林るな、小西まりえ、風花ゆめ、青井いちご、相沢れおな、鳴海すず、高秀朱里、月野詩、辻井ゆう、さくらあきな、桜ちずる、愛須心亜、あゆみ翼、松岡セイラ、乙葉ななせ、夢咲りぼん、君原歩、比留間千沙
- 日本の女性器大図鑑 私のオマ●コ見て下さい♥ 40人4時間DX vol.04（6月20日、BURST）他出演:愛須心亜、竹内真琴、夏海いく、桜井あゆ、乙葉ななせ、通野未帆、芦田知子、高秀朱里、桜ちずる、小西まりえ、潮崎藍、青井いちご、南梨央奈、荒木まい、鈴村みゆう、紺野マリエ、比留間千沙、あゆみ翼、山口二菜、有本紗世、宮野瞳、橋本莉奈、本澤朋美 ほか
- 背が150cm未満で優しすぎる小さな中年お母さんは息子のデカチンを挿入されても拒めない（8月7日、ナチュラルハイ）他出演:芦屋静香、小野麻里亜
- 真・従順すぎるいいなりな貧乳 007（8月7日、unfinished）
- キミだけに語りかけ! ロリ校生20人! オマ●コぴちゃぴちゃ指入れ自画撮りオナニー 4時間DX vol.10（8月15日、ロリオナ）他出演:さくらえな、桜木郁、夏海いく、桜井心菜、鳴海すず、桜ちずる、村井果歩、水沢すず、橋本莉奈、平塚まい、水野葵、高秀朱里、青井いちご、小西まりえ、潮崎藍、通野未帆、竹内真琴、芦田知子、里深沙奈
- 若汁チューチュー 女子寮の猥褻管理人（10月20日、スターパラダイス）他出演:みおり舞、桃宮もも
- ソフビ人形だと思って拾ってきたら本物の女の子だったので（汗）…でもせっかくだから生で挿入中出し（11月20日、スターパラダイス）
- 全国津々浦々! 素人娘の方言手コキ 4（12月20日、JACKAL）他出演:みおり舞、芹野莉奈、小鳥遊はる、竹内かすみ、桃宮もも、内村りな